# Palla da hockey su prato

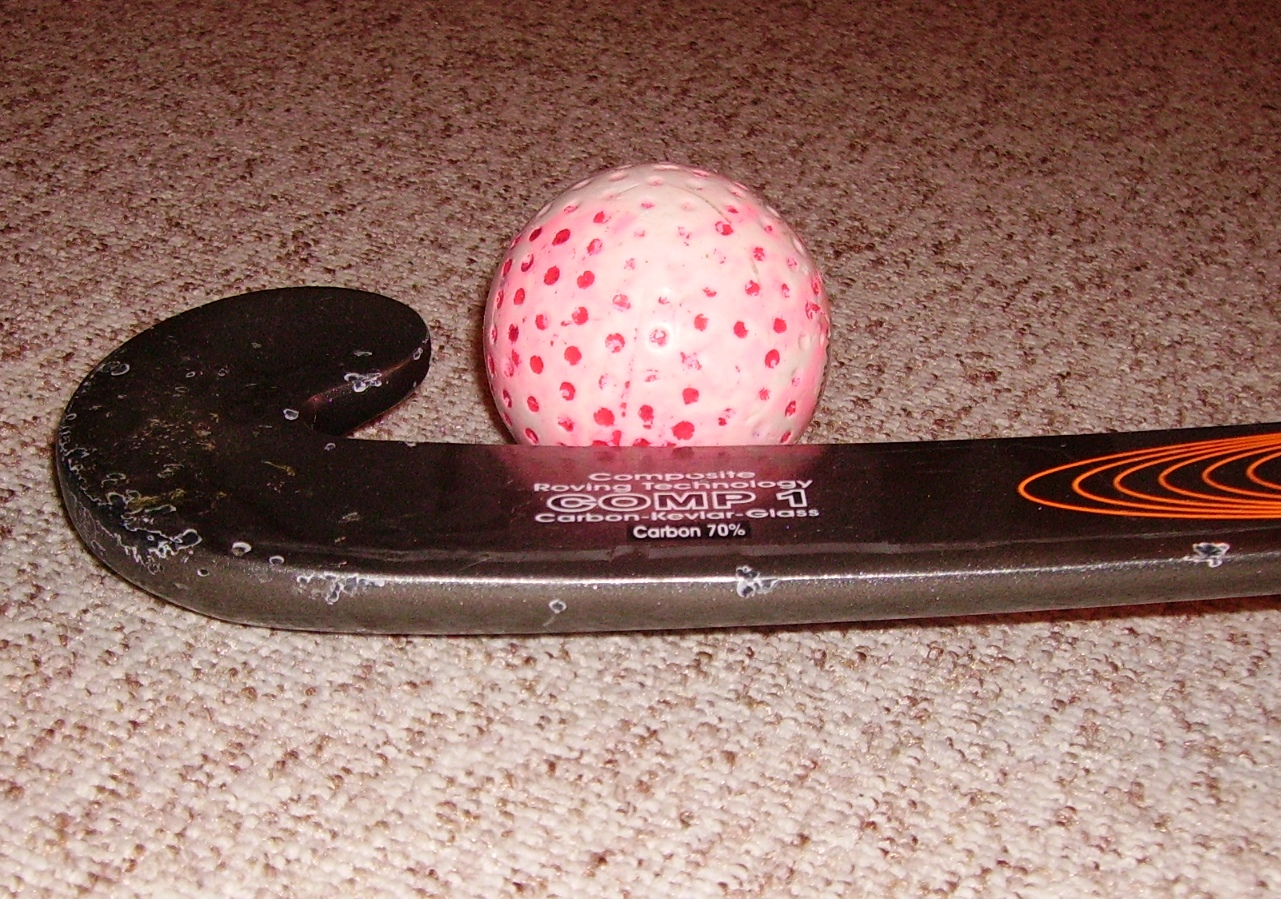
Palla da hockey su prato vicino al bastone

La palla da hockey su prato è la palla usata nello sport dell'hockey su prato.

## Caratteristiche
Secondo le regole internazionali la palla regolamentare ha una forma sferica e una superficie liscia, anche se spesso può presentare delle rientranze per ridurre i fenomeni di aquaplaning che possono avvenire su campi bagnati.
Dev'essere dura e può essere realizzata con qualsiasi materiale (generalmente di plastica); dev'essere di colore bianco, o comunque di un colore che contrasti con la superficie di gioco.
Le misure sono le seguenti:
- circonferenze: tra 224 e 235 mm
- peso: tra 156 e 163 g

## Hockey indoor
La palla usata nella versione indoor ha le stesse caratteristiche di quella usata nella versione outdoor, ma è più leggera.